# Mount Despair
Mount Despair är ett berg i Australien. Det ligger i regionen Alpine och delstaten Victoria, omkring 170 kilometer nordost om delstatshuvudstaden Melbourne. Toppen på Mount Despair är 1 383 meter över havet.
Runt Mount Despair är det mycket glesbefolkat, med 4 invånare per kvadratkilometer.. Det finns inga samhällen i närheten. 
I omgivningarna runt Mount Despair växer i huvudsak städsegrön lövskog. Genomsnittlig årsnederbörd är 1 506 millimeter. Den regnigaste månaden är juni, med i genomsnitt 191 mm nederbörd, och den torraste är januari, med 66 mm nederbörd.